# ژانگ لینگ‌هه
ژانگ لینگ‌هه (چینی ساده: 张凌赫; پین‌یین: Zhāng Línghè؛ زادهٔ ۱۳ دسامبر ۱۹۹۷) بازیگر اهل چین است.

## اوایل زندگی
ژانگ لینگ‌هه زادهٔ ووشی، جیانگسو، چین در ۱۳ دسامبر ۱۹۹۷ است. در سال ۲۰۱۶، او وارد دانشگاه نرمال نانجینگ شد و در رشته مهندسی برق تحصیل کرد. در طی آن دوره به دلیل علاقه‌اش به فیزیک، به انجمن هوافضا پیوست. پس از ملاقات با یک مأمور استعدادیابی، او به بازیگری علاقمند شد.